# 레그-칼베-페르테스 병
레그-칼베-페르테스 병(Legg–Calvé–Perthes disease, LCPD), 대퇴골두 무혈성 괴사증, 대퇴골두 허혈성 괴사증은 대퇴골로의 혈류 방해로 인해 시작되는 소아기 고관절 질병이다.
이 병명은 미국의 의사 아서 레그(Arthur Legg, 1874~1939)와 프랑스의 의사 칼베(Jacques Calvé), 그리고 독일의 의사 페르테스(Georg_Perthes)에서 기원한다.

## 증상
일반적인 증상은 고관절, 무릎, 사타구니 통증을 포함하며, 고관절이나 다리를 움직이면 악화되는데, 특히 내부 고관절을 회전할 때 그러하다.

## 진단
고관절의 엑스레이 촬영을 통해 진단을 확인할 수 있다.

## 치료
치료의 경우 역사적으로 질병이 자연스럽게 치유될 때까지 고관절로부터 기계적 압박을 줄이는 데 초점을 두고 있다.